# 32059 Ruchipandya
32059 Ruchipandya è un asteroide della fascia principale. Scoperto nel 2000, presenta un'orbita caratterizzata da un semiasse maggiore pari a 2,2019578 UA e da un'eccentricità di 0,1191710, inclinata di 3,96087° rispetto all'eclittica.